# Smithiantha multiflora
Smithiantha multiflora là một loài thực vật có hoa trong họ Tai voi. Loài này được (M. Martens & Galeotti) Fritsch miêu tả khoa học đầu tiên năm 1894.